# Stara Synagoga w Surażu
Stara Synagoga w Surażu – dawna synagoga znajdująca się w mieście Suraż, w województwie podlaskim.
Synagoga została zbudowana w latach 1910–1911 na miejscu budynku rozebranego w 1909. Bóżnica nie służyła długo suraskim Żydom, ponieważ została zniszczona w 1914 podczas działań wojennych. Po zakończeniu I wojny światowej synagogi nie odbudowano z powodu odpływu ludności żydowskiej.